# アソシアホテルズ&リゾーツ
アソシアホテルズ&リゾーツは、東海旅客鉄道（JR東海）の子会社である、ジェイアール東海ホテルズが運営するホテルチェーンの総称で、「アソシア（Associa）」のブランド名でシティホテルやリゾートホテルを展開している。1993年（平成5年）7月22日に結成された。

## ホテル

### 現在営業中のホテル
※ ×印のホテルは現在、JRホテルグループではない。
株式会社ジェイアール東海ホテルズ
- 名古屋JRゲートタワーホテル（名古屋市中村区、JRゲートタワー内、2017年（平成29年）4月17日開業）
- 名古屋マリオットアソシアホテル（名古屋市中村区、名古屋駅ビル（JRセントラルタワーズ）内、マリオット・ホテル&リゾートブランドのひとつ）×
- ホテルアソシア豊橋[2]（豊橋市、豊橋駅ビル内、1997年（平成9年）6月11日開業[3][4]）
- ホテルアソシア高山リゾート[5]（高山市、1994年（平成6年）7月14日開業[6]）
  - 元々は中部日本放送（CBC）グループとの共同事業であったが、業績不振を受けてJR東海ホテルズの直系となった。2008年（平成20年）3月にJRホテルグループに参加。
- ホテルアソシア新横浜[7]（横浜市港北区、新横浜中央ビル上層階、2008年（平成20年）4月1日開業）
- ホテルアソシア静岡（静岡市葵区、旧・静岡ターミナルホテル→ホテルアソシア静岡ターミナル、静岡駅の隣）
  - 2015年（平成27年）4月1日、静岡ターミナルホテル株式会社を吸収合併し、以降は当社が運営している。

### 営業終了したホテル
名古屋ターミナルホテル株式会社
- ホテルアソシア名古屋ターミナル（名古屋市中村区、旧・名古屋ターミナルホテル、名古屋駅前）
  - 名古屋駅前のJR東海所有地に建っているバスターミナル・百貨店との複合開発ビル内のホテル。元々は日本交通公社（現・ジェイティービー）系列のホテルであったが、JR東海が買収して系列化した。名古屋ターミナルビルの建て替えに伴い、2010年（平成22年）9月30日をもって営業を終了し、会社も解散して同年末に清算済み。
  - 2000年（平成12年）に名古屋マリオットアソシアホテルが開業して以降の経営難と、その後の再建については、2015年（平成27年）に当時の総支配人らによる著作が出版され、テレビ番組などにも取り上げられて注目された[8][9]。